# Cuba nos Jogos Pan-Americanos de 1967
Cuba competiu nos Jogos Pan-Americanos de 1967 em Winnipeg, Canadá, de 23 de julho a 6 de agosto de 1967. Conquistou 47 medalhas no total.